# 所さんのもしも突撃隊!!
『所さんのもしも突撃隊!!』（ところさんのもしもとつげきたい）は、1990年4月19日から1992年3月19日までテレビ東京系列局で放送されていたバラエティ番組である。テレビ東京とキネマ東京の共同製作。放送時間は毎週木曜 20:00 - 20:54 （日本標準時）。

## 概要
「もしも」をテーマにした番組で、当初は子供たちからの疑問の声に答えたり、実験やいたずらを仕掛けたりする内容であった。本番組のレギュラー陣は「もしも突撃隊」と呼ばれていた。
初期には実験・対決企画の「もしも大実験」、ドッキリ・いたずら企画の「もしもウオッチング」、稲川淳二が担当する「淳ちゃんの家庭訪問」、「外人体験ウォッチング」などを行っていたが、途中から「もしも珍商売」、「もしも初体験」、「スタジオ研究所」、「変わりダネコーナー」、「あのスターにもう一度」、「もしも大疑問」、ゲストの子供の頃の写真を見せてその人物を当てる「ゲストさんは何位？」、「ズブシロ見習いコーナー」を行うようになった。さらに後期には、有名人が持参した庶民的な料理が高級料理に変化するという企画「もしも残りで作ったら」を、そして番組終了までの6か月間は、変わった健康法・療法・美容法を紹介する企画「ダニエル・カールの日本の健康法」を行うといった具合に変化していった。
参加者たちがスポーツや職業訓練などに挑戦するコーナー「もしもチャレンジ」は、放送第1回から最終回まで一貫して行われた。当初は一般人がこれに挑戦していたが、1990年7月からは三田文代が、同年9月からは飯島久代がチャレンジャー役となり、以後は飯島が最終回までこの企画にレギュラー出演していた。1991年3月21日・9月12日・9月19日・12月26日（2時間スペシャルで放送）放送分、および番組終了ラスト3週分の1992年3月5日・3月12日・3月19日放送分には飯島のチャレンジ企画特集が組まれるなど、この企画は番組の中心的存在になっていった。
スタジオセットは、1991年9月までは障子などが使われた和風のセットであったが、同年10月のリニューアルでログハウス風のセットに変わった。

## 出演者
- 所ジョージ
- 稲川淳二
- 夏木ゆたか
- 大森うたえもん
- 本田理沙（前期）
- ゆうゆ（前期）
- 松本典子（後期）
- 中村ゆうじ
- 三田文代（1990年7月 - 1990年8月）
- 飯島久代（1990年9月 - 最終回）
- ラッキィ池田
- ヨネスケ
- ダニエル・カール

## スタッフ
- ナレーター：大森章督
- 構成：南川泰三、佐藤晃一、外山信行（ペンハウス）、妹尾匡夫[1]

## コーナー・企画
データは朝日新聞、毎日新聞、読売新聞各紙テレビ欄（1990年4月19日 - 1992年3月19日）、ザテレビジョン（角川書店、1990年4月 - 1992年3月）からの参考。

### もしも大実験
疑問が呈示されたところで所が「〇〇です。また来週！」と適当な答えを言って周囲から突っ込まれるのがお約束だった。
- 催眠術師が互いに催眠をかけたらどうなるか（1990年4月19日）
- 赤ちゃんによる本物の母親捜し、無言の母親と母親のテープの声どっちになつくか（1990年4月26日）
- 逆手相占い・手相占い師は人生経験や恋愛観からその人の手相を予想できるか（1990年5月24日）
- ミスターレディーは女装を見破れるか（1990年5月31日）
- 一皿一万円の回転寿司を前にしたらどうなるか（1990年6月14日）
- 本当に耳にタコは出来るか（1990年6月28日）
- 古くからのことわざは本当に正しいか（1990年6月28日）
- 空手家が変な気合い（「待ち遠しい夏休み」や「ゴルバチョフ」などと叫ぶ）で瓦を割ったら、普通に気合を入れた時と比べて差は出るか（1990年7月12日）
- 長さ3mのラーメンを前にしてどうなるか（1990年7月26日）
- 古女房を交換してみよう（1990年8月9日）
- 大食い日本一の胃袋、大食いした後にどれだけ膨らむか（1990年8月30日）
- 真剣白刃取りの達人は何でも受け止められるか（1990年9月13日）
- 辛い物を食べたら体温は本当に上がるか（1990年10月18日）
- 目を回したカニは縦に歩くか？（1990年10月25日）
- 人の体重は食べた分だけ増えるか？（1990年11月1日）
- ヨガの達人にプロレス技は効くか？（1990年11月22日）
- 猫舌・猫は何度のエサなら食べられるか（1990年11月22日）
- 人が250リットルの酢の風呂に入ったら体は柔らかくなるか（1990年11月29日）
- ヘビメタ野郎の尖ったスタイルの髪で風船は割れるか（1990年11月29日）
- タヌキに酒を飲ませるとどうなるか（1990年12月13日）
- ライオンにマタタビを与えるとどうなるか（1991年1月10日）
- イカ墨とタコ墨、書道に合う墨はどちらか（1991年1月10日）
- アライグマは何でも洗って食べるか、皿も洗うか？（1991年1月17日）
- ヘビに包帯を巻くとどうなるか（1991年2月7日）
- 暗算名人が暗算している最中に水着美女が甘い言葉をささやくと能力は変わって来るか（1991年2月21日）
- 警察犬の嗅覚が鈍る匂いは？（1991年2月21日）
- ライオンはタマネギで泣くか（1991年3月7日）
- タップダンサーに万歩計を付けて足さばきの速さを測ってみよう（1991年4月25日）

#### もしも大実験・対決企画
- 手だけで水泳VS足だけで水泳（1990年5月10日）
- 剣道対決・目隠しした五段VSど素人（1990年5月17日）
- 所ジョージVS下着メーカーのスリーサイズ当て（1990年6月7日）
- 素人3人掛かりでプロボクサーに挑戦（1990年6月14日）
- 笑顔走りVS怒り走りの競走（1990年6月21日）
- お坊さんVS陸上選手 30分（60分）正座後リレー（1990年8月2日・1990年8月23日・1990年9月20日）
- 人は自動車よりどこまで先に走れるか（1990年8月9日）
- 幼稚園児VS競輪選手の三輪車レース（1990年9月6日）
- 大食い日本一VS寿司職人 早食いVS早握り対決（1990年9月27日）
- 陸上短距離選手VS競輪選手VSフィギュアスケート選手VS犬 30回回った後で平均台を渡る競走（1990年10月11日）
- 日本VS韓国VSインド 超激辛煎餅早食い競争（1990年10月18日）
- 占い師による巨大迷路早抜け競争（1990年10月25日）
- チューバ演奏家VS海女VSガラス職人 15mストロー早吸い競争（1990年11月1日）
- 天地左右あべこべに見える眼鏡をかけてのハードル競走（1990年11月8日）
- スタントマンVS体操選手VSアクロバットのプロ 30mバク転競走（1990年11月15日）
- サーファーVS坊さんVS落語家の卵 座布団重ね乗り競争（1990年12月6日）
- ウナギ職人VS陸上選手 ウナギバトン競走（1990年12月13日）
- サンバVS阿波踊り 踊りながら前進70m競走（1990年12月20日）
- 陸上選手VS測量士 50m測量当てレース（1991年1月10日）
- かるた達人1人VS幼稚園児5人 ムーミンかるた取り対決（1991年1月17日）
- けん玉名人、4mの巨大けん玉に挑戦（1991年1月24日）
- 太った人と痩せた人、どっちが我慢強いか？（1991年1月24日）
- 腕相撲5段VS競輪選手 腕と足を組んで腕足相撲対決（1991年1月31日）
- 日本・アメリカ・フランス・中国対抗 百数え競争（1991年1月31日）
- レーサーVS小学生チャンピオン スリットカーレース（1991年2月7日）
- アメリカンフットボール選手と野球選手、生卵キャッチボール世界記録に挑戦（1991年2月14日）
- 二人一緒で二重跳びに挑戦（1991年2月14日）
- ハンドボール選手VSボクサーVS空手家・半径1mの円の中で赤い絵具付きボールを最もうまくかわすのは誰か（1991年2月21日）
- 美女対抗 ホコ天野球拳（1991年2月28日）
- 目隠し卓球対決（1991年2月28日）

### もしもチャレンジ
- 海女体験（1990年4月19日）
- 逆さで高速で木を降りる名人に挑戦（1990年5月24日）
- 空中ブランコに挑戦（1990年6月14日）
- 水上スキー・時速100kmで走る浮き輪で水上ジャンプ（1990年6月28日）

三田文代チャレンジャー期
絶壁登り（1990年7月5日）、地上3800mからのスカイダイビング（1990年7月12日）、巨大シャチ乗り（1990年7月26日）、女子プロレス入門（1990年8月2日）、馬に引きずられるスタント（1990年8月9日）、風鈴作り（1990年8月30日）
飯島久代チャレンジャー期
旅芝居一座入門（1990年9月6日）、少林寺拳法入門（1990年9月13日）、富士山五合目一周（1990年9月20日）、プロボクシング入門（1990年9月27日）、空手（1990年10月11日）、プロ野球1000本ノック（1990年10月18日・1991年11月28日）、

剣道（1990年10月25日）、日本一の石段登り（1990年11月1日）、レスキュー隊入隊（1990年11月8日）、合気道（1990年11月15日）、バレーボール（1990年11月22日）、乗馬（1990年11月29日）、卓球（1990年12月6日）、
1対10柔道（1990年12月13日）、大太鼓修業（1990年12月20日）、ラーメン修業（1991年1月10日）、人力車（1991年1月17日）、ハンドボール（1991年1月24日）、立教大学応援団入団（1991年2月14日）、
花売り行商（1991年2月28日）、キックボクシング（1991年3月7日）、日本一ラグビー部入門（1991年3月14日）、カヌー（1991年4月18日）、竹馬登山（1991年4月25日）、中国拳法（1991年5月2日）、

バスケットボール（1991年5月9日）、アメリカンフットボール（1991年5月16日）、テニス（1991年5月23日）、自転車100km走（1991年5月30日）、フラメンコ（1991年6月6日）、女子レスリング（1991年6月13日）、

ローラーホッケー（1991年6月20日）、慶應義塾体育会端艇部（ボート部）入部（1991年7月4日）、香取神道流剣術入門（1991年7月11日）、フェンシング（1991年7月18日）、飴切り修業（1991年7月25日）、

スポーツチャンバラ（1991年8月1日）、トランポリン（1991年8月8日）、テコンドー（1991年8月15日）、40段蒸籠運び・出前持ちに挑戦（1991年8月22日）、ラケットボール（1991年8月29日）、高等数学（1991年9月5日）、

倉田アクションクラブ入門（1991年10月10日）、真剣抜刀道（1991年10月17日）、シュートボクシング（1991年10月24日）、スケートマラソン（1991年10月31日）、弓道（1991年11月7日）、銃剣道（1991年11月14日）、

競輪（1991年11月21日）、忍者入門（1991年12月12日）、日本拳法（1991年12月19日）、功夫（香港ロケ、1991年12月26日）、一輪車マラソン（1992年1月9日、カバディ（1992年1月16日）、

陸上自衛隊レンジャー部隊入隊（1992年1月23日・1月30日）、サンボ（1992年2月6日）、ラート（1992年2月13日）、日本舞踊・藤娘に挑戦（1992年2月20日）、競艇（1992年2月27日）、

新体操・山﨑浩子に入門（1992年3月5日）、陸上クロスカントリー（1992年3月12日）

などを放送。

### もしもウォッチング
- もしも哺乳瓶を出す意地悪な喫茶店があったら（1990年4月26日）
- もしも人混みの中で仕掛け人のカップルがキスしたら（1990年4月26日）
- もしも長い髪を地面に引きずって歩く人がいたら（1990年5月3日）
- もしも綱無しで綱引きをしたら（1990年5月3日）
- もしも街中でいきなり輪唱が始まったら（1990年5月10日）
- もしも高校球児が幼稚園の砂場で泣きながら砂を拾い始めたら（1990年5月10日）
- もしもトニー谷みたいな駅員がいたら（1990年5月17日）
- もしも池の淵で居眠りして落ちそうな人がいたら（1990年5月24日）
- もしもマンホールに郵便配達やラーメンの出前が来たら（1990年5月31日）
- もしも150人で集団催眠にかかったら（1990年6月7日）
- もしも大森うたえもんが喫茶店で透明人間と話しているふりをしていたら（1990年6月14日）
- もしも交差点で、集団で忍者走りをしていたら（1990年6月21日）
- もしもコインランドリーで頭を洗う男がいたら（1990年6月28日）
- もしも喫茶店で変な名前の呼び出しがあったら（1990年7月5日）
- もしも草野球に勝手にピンチランナーが出て来たら（1990年7月12日）
- もしも大森うたえもんが粗大ゴミになったら（1990年8月2日）
- もしもラーメン屋で餃子の中に当たりマークが仕込まれていたら（1990年12月20日）
- もしもデパートの皿割り放題サービスがあったら（1991年1月17日）

### 外人体験ウォッチング
外国人が様々な日本の文化・しきたり・行事などを体験する企画。

銭湯（1990年5月3日）、鍼灸（1990年5月17日）、座禅（1990年5月31日）、活き造り（1990年6月7日）、垢すり（1990年7月12日）、整体（1990年8月2日・1990年9月27日）、一気飲み（1990年8月23日）、

茶道（1990年9月6日）、芸者（1990年9月20日）などを放送。

### 淳ちゃんの家庭訪問
稲川淳二が様々な建物を訪問する企画。ヨネスケの自宅（1990年6月7日）、8LDK邸宅（1990年7月5日）、牛のいる家（1990年9月6日）、オオカミが住む豪邸（1990年9月20日）、田園調布の令嬢宅（1990年9月27日）、怪鳥の住む家（1991年2月14日）などを放送。

### もしも珍商売
番組で“珍商売”を企画し、人々の反応を試すコーナー。
- 街角耳かき屋“ミミイ”（1990年10月18日・1990年10月25日）
- 按摩器を持って“流しのマッサージ師”（1990年11月8日）
- 残り物で豪華料理のメニューを考える“謎の献立アドバイザー”（1990年11月22日・1990年11月29日）
- テレビ東京アナウンサーの“実況中継屋”（1990年12月6日・1990年12月13日）
- 関西人の“値切り屋”（1990年12月20日）

### あのスターにもう一度
かつて話題になった人をゲストに呼ぶ企画。1980年の一億円拾得事件の大貫久男（1991年4月18日）、四方晴美と小田切みきの“チャコちゃん母娘”（1991年4月25日）、皆川おさむ（1991年5月30日）が出演。

### もしも初体験
子供から社会人まで、様々な“初体験”を追って紹介。
- 新中学生初めての丸刈り（1991年4月18日）
- 子供たちの初めての座禅（1991年4月25日）
- 新幼稚園児の初登園（1991年5月2日）
- 初めての自転車（1991年5月9日）
- 7歳児の逆上がり初成功を追う（1991年5月16日）
- 幼稚園児初めての水泳（1991年5月23日）
- 留守番の父親の子守り初体験（1991年5月30日）
- 初めて小刀を使っての竹とんぼ作り（1991年6月6日）
- 胃カメラ初体験（1991年6月13日）
- 高い跳び箱に初挑戦（1991年6月20日）
- 4歳女の子初めての化粧（1991年6月27日）
- 幼稚園児の注射初体験（1991年7月4日）
- 新人営業マン初めての飛び込み販売（1991年7月11日）
- 初めての書道（1991年7月18日）
- 3歳お兄ちゃん、生まれた弟との初対面（1991年7月25日）
- 都会の坊や、ザリガニ捕り初体験（1991年8月1日）
- 4歳坊や初めての歯医者（1991年8月8日）
- 補欠の野球少年、試合で初めての出場（1991年8月15日）
- 6歳坊や初めての一人旅（1991年8月22日・8月29日）
- 坊や徹夜で月の観測（1991年9月5日）
- キャンプで初めての自炊（1991年9月12日）
- 子供たち初めての牛の世話（1991年9月19日）

### もしも残りで作ったら
有名人が持参した残り物料理を高級料理にアレンジするという企画。
- ハンバーグの残りを高級料亭の味に（1991年5月2日）
- 焼きそばがフランス料理に（1991年5月9日）
- サンドイッチが懐石料理に（1991年5月16日）
- 味噌汁がイタリア料理に（1991年5月23日・1991年10月24日）
- 納豆とネギで中華料理（1991年6月6日）
- 冷えたご飯と辛子明太子でイタリア料理（1991年6月13日）
- アジの干物でスイス料理（1991年6月20日）
- ヒジキの煮物で高級コロッケ（1991年7月11日）
- 冷やし中華の残りでフランス料理（1991年7月18日）
- 朝食の残りで北京料理（1991年7月25日）
- 稲荷寿司でフランス料理（1991年8月1日）
- 冷奴が洋食に（1991年8月15日）
- グラタンが懐石料理に（1991年8月22日）
- 親子丼がイタリア料理に（1991年9月12日）
- 素麺がフランス料理と懐石料理に（1991年9月19日）
- ラーメンがフランス料理に（1991年10月17日）
- 朝食の残りでスイス料理（1991年10月31日）
- シシャモで中華料理（1991年11月7日）
- ツナ缶のツナがフランス料理に（1991年11月14日）
- オムレツが懐石料理に（1991年11月21日）
- ウナギがイタリア料理に（1991年11月28日）
- クリスマス料理の残りが5か国の料理に（1991年12月26日）
- 御節料理がパイに（1992年1月9日）
- コロッケが懐石料理に（1992年1月16日）
- 焼き芋が懐石料理に（1992年1月23日）
- ピザが京風惣菜に（1992年2月6日）
- おでんがイタリア料理に（1992年2月13日）
- きつねそばがフランス料理に（1992年2月27日）

### もしも大疑問
よく考えれば、なぜだろうという疑問を番組中で解決。コーナー担当はダニエル・カール。
- 寿司はなぜ2つずつ出て来るか（1991年4月18日）
- ペットフードの味はどうやって決めるか（1991年5月23日）
- 新幹線車両はなぜ昼間でもヘッドライトを点けているか（1991年6月6日）
- 窓と入口の無いベランダの謎（1991年7月18日）
- 世田谷区砧にある迷彩色の煙突の謎（1991年7月25日）
- 世田谷区下北沢の高さ1m50cmのミニ電柱の謎（1991年8月1日）
- 中野区東中野の狭い駐車場 どうしたら車間5cmほどで車を停められるか（1991年8月15日）
- 神奈川県平塚市のテレビ塔のフェンスに掛かる多数の鍵の謎（1991年8月29日）
- 神奈川県逗子市の、渡った先が行き止まりの横断歩道の謎（1991年9月12日）
- 品川駅近くのガード（1991年9月12日）

### ダニエル・カールの日本の健康法
- 100万ボルト電気椅子健康法（1991年10月10日）
- マイナス150℃冷凍若返り美容法（1991年10月17日）
- 腹をウォッカで燃やす療法（1991年10月24日）
- 日本刀療法（1991年10月31日）
- ベルト巻き足美容法（1991年11月7日）
- 注射打ちまくり健康法（1991年11月14日）
- マムシ精力健康法（1991年11月21日）
- 洗濯ばさみ健康法（1991年12月12日）
- 高麗手指鍼健康法（1991年12月12日）
- ろうそく健康法（1991年12月19日）
- 馬肉・お灸健康法（1992年1月9日）
- ゴムバンドを体に巻き付けて骨を矯正「ゴムバンド健康法」（1992年1月16日）
- 野草健康法（1992年1月23日）
- エステティックサロンでパック健康法（1992年1月30日）
- ギター催眠療法（1992年2月6日）
- イモリ健康法（1992年2月13日）
- 全身噛み付き健康法（1992年2月20日）

### ズブシロ見習いコーナー
新人タレントが様々な職業、商売などに挑戦するコーナー。「ズブシロ」とは「ズブの素人」のこと。
- バナナの叩き売り（1991年11月28日）
- デパートの実演販売（1991年12月12日）
- ラーメン屋修業（1992年1月16日）
- アメ横で販売修業（1992年1月30日）
- 豆腐屋の見習い（1992年2月6日）
- 畳屋の見習い（1992年2月13日）
- 桐下駄作りの見習い（1992年2月27日）

### その他の企画
- お年寄り版“ねるとん”（1990年6月7日・1990年7月5日・1990年7月26日・1990年8月30日・1990年9月13日）
- 変わった人を紹介する『変わりダネコーナー』。生肉好きの86歳お婆ちゃん（1991年2月7日）、十二単や侍の格好で授業をする歴史の女性教師（1991年3月7日）、雑草だけ食べ続けて40年の80歳男性紹介（1991年3月14日）などを紹介。